# 手机刑警钱形系列
《手机刑警钱形系列》是日本BS-i自2002年10月开始播放的一部侦探题材电视剧，特色是由年轻的女演员担当主演。至2013年为止已经有超过10部系列作品。由于女主演常常是有潜力的青春偶像演员，其中不少日后在日本演艺界走红，该系列也被认为是新人女演员“鲤鱼跃龙门”的机会。

## 剧情简介
《手机刑警钱形系列》的每一部电视连续剧都沿用相同的设定。女主角是警视总监的孙女，虽然是中学生，但也是特别任命的警探，智商达到180，以手机为武器，以高超的推理为手段解决谜题、捉拿犯人。最初制作者的想法是逮捕犯人之际将整部手机丢出去作为武器，但这个想法遭到赞助商NTT DoCoMo的反对，认为会造成“用手机砸人”的不良印象，于是改用手机绳逮捕犯人。

## 系列作品

### 原型作品
《坏女人「泡泡袜刑警」》
「手机刑警」系列原型作品
2000年2月2日～2月23日播放，共4集
主演：平山绫、岡本光太郎

### 电视剧
《手机刑警钱形爱》
2002年10月至2003年3月播出，共26集
出演：宫崎葵、山下真司、金刚地武志
《手机刑警钱形舞》
2003年10月至12月播出，共13集
出演：堀北真希、山下真司、金刚地武志
《手机刑警钱形泪》
2004年1月至9月播出，共39集（第一季13集，第二季26集）
出演：黑川芽以、山下真司、草刈正雄、水野晴郎、金刚地武志、佐藤二朗
《手机刑警钱形零》
2004年10月至2005年3月播出，共26集（第一季13集，第二季13集）
出演：夏帆、草刈正雄、山下真司、金刚地武志、佐藤二朗
《手机刑警钱形雷》
2006年1月至9月播出，共39集（第一季26集，第二季14集）
出演：小出早织、国广富之、草刈正雄、大堀こういち
《手机刑警钱形海》
2007年7月至2008年3月播出，共39集（第一季13集，第二季13集，第三季13集）
出演：大政绚、草刈正雄、山下真司、松崎しげる、大堀こういち
《手机刑警钱形命》
2009年7月至9月播出，共13集
出演：冈本梓、松崎しげる、大堀こういち
《手机刑警钱形結》
2010年12月至2月播出，共10集
出演：冈本杏理、辰巳琢郎、大堀こういち、森本亮治

### 电影
《手机刑警电影版 巴别塔的秘密〜致钱形姐妹的挑战书》
手机刑警剧场版
2006年2月4日上映
出演：黑川芽以、堀北真希（友情出演）、夏帆、草刈正雄（特別出演）、山下真司、金剛地武志、佐藤二朗、宍戸錠
《手机刑警电影版2 石川五右卫門一族的阴谋〜决斗！戈鲁戈达森林》
手机刑警剧场版第二部
2007年3月10日上映
出演：小出早织、夏帆、国廣富之、松崎しげる、大堀こういち、星野真里、長江英和、津野岳彦、小林麻耶、林和義、水野晴郎、宍戸錠
《手机刑警电影版3 营救早安少女大作战》
手机刑警剧场版第三部
2011年2月5日上映
出演：大政絢、冈本梓、冈本杏理、国广富之、松崎しげる、モーニング娘。（高桥爱、新垣里沙、亀井絵里、道重さゆみ、田中れいな、光井愛佳、ジュンジュン、リンリン）、金刚地武志、大堀こういち、森本亮治、林和義、诹访太朗、小林麻耶、大杉涟、宍戸錠

## 制作人员
- 制片人：丹羽多闻、荒井光明、酒井圣博、田泽幸治、吉川厚志
- 监制（担任5集以上监制者）：佐佐木浩久、田泽幸治、安藤寻、三原光寻、铃木浩介、酒井圣博
- 编剧（担当5集以上编剧者）：渡边睦月、林诚人、渡边千穗、中邨武尊、福田裕子、冈本贵也、武田百合子
- 主题曲：
小野綾子「彼女の情景」（「钱形爱」主题曲）
黑川芽以「泪の海」（「钱形泪」第2季主题曲）
黑川芽以「ヒコーキ雲」（「THE MOVIE」主题曲）
小出早织「明日吹く風」（「钱形雷」主题曲）
- 制作方：BS-i、DREAMAX TELEVISION
- 赞助商：NTT DoCoMo